# Мартынов, Николай Андреевич

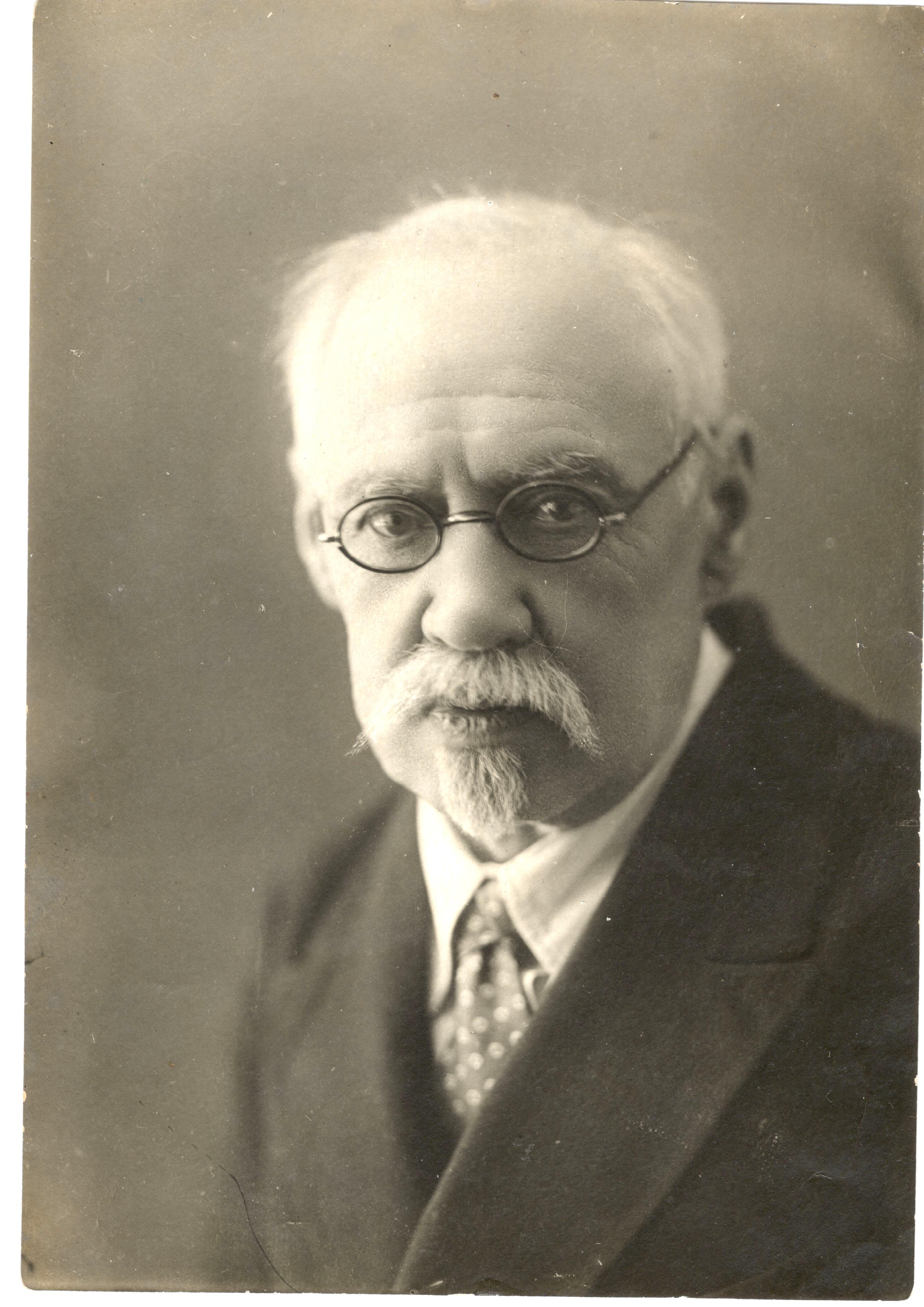

Мартынов Николай Андреевич (1868 - 1941) - заслуженный врач РСФСР.

## Биография
Родился в городе Котельниче Вятской губернии в семье дворянского заседателя Котельнического уездного суда, коллежского асессора Андрея Ивановича Мартынова (1816-1871). Окончил Вятскую гимназию и Казанский университет.
Работал земским врачом в сёлах Вятской губернии, а с 1905 года по 1941 врачом, а затем главным врачом городской больницы в Глазове, которую сам и организовал.
Был женат на Наталии Павловне Свечниковой (1878-1942), дочери священника Павла Лукича Свечникова (1848-1894). 
В их семье было шестеро детей (не считая умерших в раннем детстве): Лев (1898-1942), Авксентий (1901-1993), Андрей (1906-1971), Вера (1908-1973), Татьяна (1909-1993), Елена (1910-1946).
Сестра Николая Андреевича - Клавдия Андреевна Мартынова (в замужестве - Луппова) была устроительницей первого в Вятке детского сада. Её муж - Александр Николаевич Луппов (1864-1931), видный деятель библиотечного дела в Вятской губернии.